# Deloneura immaculata
Deloneura immaculata là một loài bướm ngày trong họ Lycaenidae. Nó là loài đặc hữu của khu vực rừng rậm của sông Mbashe ở East Cape , Nam Phi. Nó được cho là đã tuyệt chủng, nhưng vẫn có thể tồn tại.